# Bartolomeo da Brescia

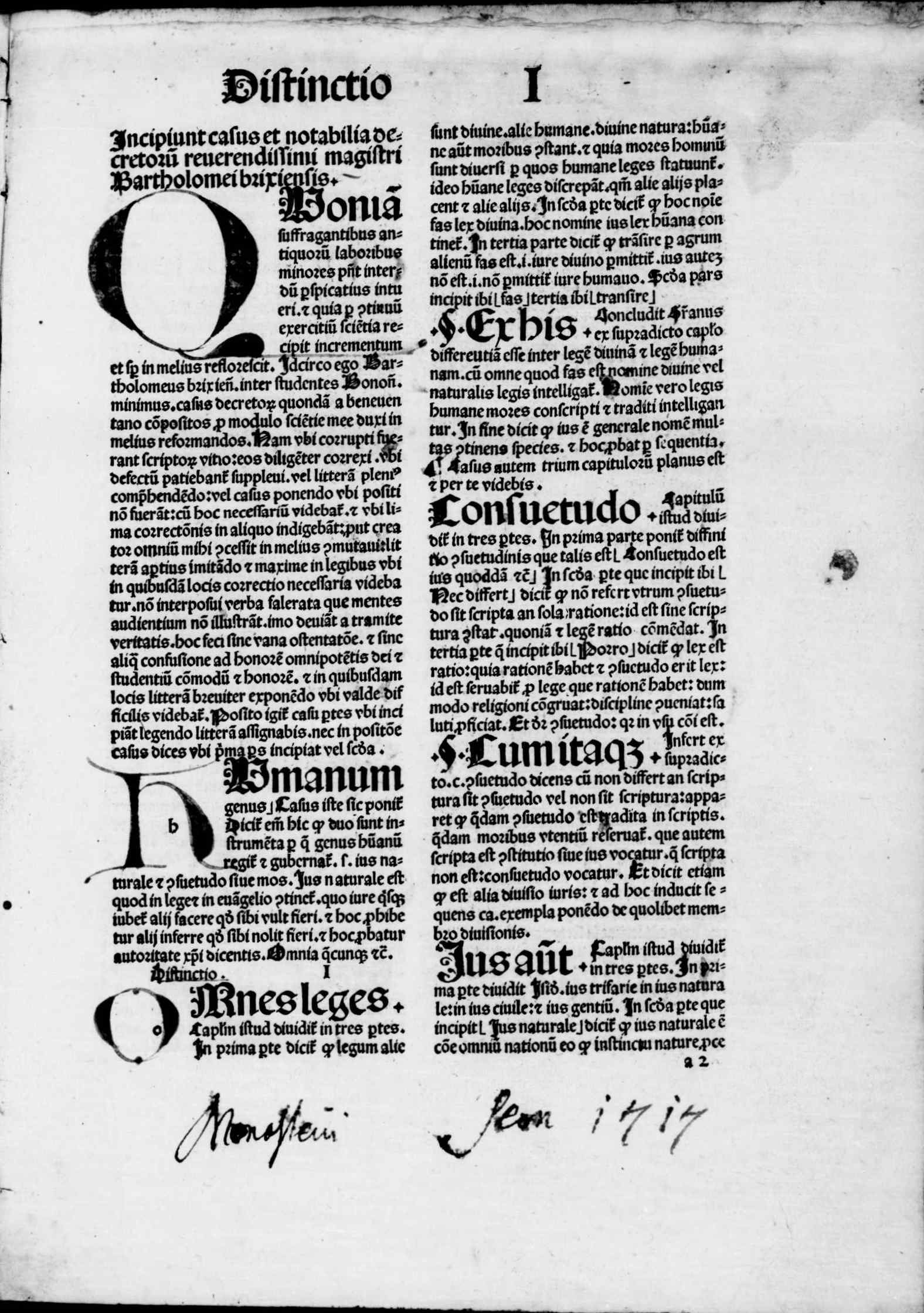
Casus decretorum, 1489

Bartolomeo da Brescia, latinizzato come Bartholomaeus Brixiensis e riportato anche come Avogadro Bartolommeo bresciano (Brescia, seconda metà del XII secolo – Brescia, 1258), è stato un teologo e giurista italiano.

## Biografia
Bartolomeo da Brescia  (probabilmente nato nella seconda metà del XII secolo a Brescia; ivi morto nel 1258) è stato uno studioso di Diritto canonico medioevale.
Ha studiato Diritto romano e canonico dalla scuola di Azzone all'Università di Bologna, dove egli stesso è diventato un insegnante. È stato allievo del canonista Tancredi da Bologna e del civilista Ugolino de' Presbiteri. Tra i suoi allievi vi era Lorenzo Ispano. Si ritiene che sia stato assassinato quando Ezzelino III da Romano, il capo dei Ghibellini, conquistò Brescia nel 1258.

## Opera
La sua opera non fu originale ma consisteva quasi del tutto nella revisione delle produzioni di altri scrittori. Il suo Brocarda, o Norme Canoniche (Lione, 1519), furono un lavoro derivato da quelli di Damaso (dodicesimo e tredicesimo secolo); il suo Casus decretorum era una revisione del Casus di Benencasa (morto circa nel 1206); il suo Historiae super libro Decretorum riproduce l'opera di un autore sconosciuto. Sia la sua Casus che l'Historiae derivano la loro importanza dalla loro incorporazione nell'edizione di Parigi (1505) del Decretum Gratiani.
L'Ordo Judiciarius di Tancredi da Bologna († circa nel 1235) è stato anch'esso revisionato da Bartolomeo.
Più importante delle opere precedenti è stato il suo Glossa Ordinaria del Decretum di Graziano, una correzione della Glossa, o Apparatus, di Johannes Teutonicus (XIII secolo).
La sua unica opera certamente indipendente era la Quaestiones dominicales et veneriales, lezioni tenute la domenica e il venerdì.

## Opere
- Brocarda
- (LA) Casus decretorum, Basel, Nikolaus Kesler, 1489.
- Historiae super libro Decretorum
- Ordo iudiciarius
- Quaestiones dominicales vel veneriales (1236-1241)
- Glossa ordinaria del Decretum Gratiani (1238/40-1245)

### Manoscritti
- Apparatus ad Decretum, XII secolo, Paris, Bibliothèque Nationale de France,, Fonds latin, Lat. 11712,  ff. 10r-287r.
  -  Apparatus ad Decretum, XII secolo, Cambridge, University Library, Additional, Add. 3447 (antea Phill. 9113),  ff. 1r- 287v.
  -  Apparatus ad Decretum, XII secolo, Autun, Bibliothèque municipale, Fonds ancien, ms. 80 A (100).
  -  Apparatus ad Decretum, XII secolo, Rouen, Bibliothèque Jacques Villon, Fonds manuscrits, E. 21 (707).
- Ordo iudiciarius, XIII secolo, München, Bayerische Staatsbibliothek, Codices latini monacenses, Clm 13043,  ff. 104-125.
  -  Ordo iudiciarius, XIII secolo, Firenze, Biblioteca Medicea Laurenziana, Fondo Santa Croce, Plut. 4 sin. 7.
- Brocarda, 1249, Madrid, Biblioteca Nacional de España, Manuscritos, MS 387 (antea C. 11).
  -  Brocarda, XIII secolo, Oxford, Bodleian Library, Selden Manuscripts, MS Selden Supra 87,  ff. 131v-140.
- Quaestiones, XII-XIII secolo, Roma, Biblioteca Casanatense, Manoscritti, ms. 1094,  ff. 97ra-114vb.